# Опитне (Мугалжарський район)
О́питне (каз. Опытное) — колишнє село у складі Мугалжарського району Актюбінської області Казахстану. Входило до складу Журинського сільського округу. Ліквідоване у 2018 році.
У радянські часи село складалось з двох населених пунктів Верхня Опитна станція та Нижня Опитна станція.
Населення — 137 осіб (2009; 244 у 1999).